# Palena de Maui
Palena-a-Haho de Maui (hawaiano: Palena-a-Haho o Maui; circa 1120 — ?) era el rey de la isla de Maui en antiguo Hawái. Él es el tercer conocido rey de Maui.
Su padre era el rey de Maui llamado Haho, el hijo del rey Paumakua. La madre del rey Palena fue la reina Kauilaʻanapa (también conocida como Kauilaianapu).
Palena se casó con su media hermana, la Gran Jefa llamada Hiʻilani-Hiʻileialialia. Su padre era Limaloa-Lialea.
Palena y su mujer eran los padres del rey Hanalaʻa o de dos nobles, Hanalaʻa Nui y Hanalaʻa Iki.